# Zarządzanie integralnością projektu
Zarządzanie integralnością projektu (ang. project integration management) stanowi, zgodnie ze standardami opracowanymi w PMBOK (Project Management Body of Knowledge) przez PMI, zespół procesów zarządzania projektami zorientowanych na zachowanie spójności i koordynacji specyficznych procesów zestandaryzowanych w poszczególnych grupach.

Procesy, jakie PMI zalicza do grupy Zarządzanie integralnością projektu, to:
- Opracowanie dokumentu otwarcia,
- Opracowanie wstępnego zakresu projektu,
- Opracowanie planu zarządzania projektem,
- Kierowanie i zarządzanie realizacją projektu,
- Monitorowanie i nadzór nad projektem,
- Zamknięcie projektu.